# きくちくん
きくちくんは、熊本県菊池市の非公認イメージキャラクターである。

## 概要
誕生日は1月23日。
元々は11月11日と言っていたが、酔っ払っていたため混同していたとのこと(本人談)
Twitterでは2016年3月21日時点で「39歳の独身貴族」「友達と嫁御の欲しかたいね」と自己紹介しているため、1976年生まれの男性であると推測される。(ただし、｢39歳の独身｣は固定設定のため、その後は誕生日が来ても｢永遠の39歳｣として年齢はとらないことになっている。)
本人曰く「菊池んこつが好き過ぎて気がついたらぎゃーん体になっとった」（菊池のことが好き過ぎて気がついたらこのような体になっていた）とのことで、そのビジュアルは下に示す通り、菊池市の名勝や特産品などを組み合わせたもの（自称「菊池のよか所9つで出来とるわがままパーフェクトボディ」）となっているが、一方で「子どもが泣き出すほど不気味」「詰め込みすぎてもうワケがわかりません（笑）」と評されることもある。
- 頭…メロン
- ボディ…菊池渓谷
- 眉毛…菊池温泉
- 眼…菊池一族の家紋
- 鼻…菊池米
- 口…桜のはなびら
- 腕…ゴボウ
- 脚…酪農（牛）
- 尻尾…蛍

流ちょうな熊本弁を話しており、毒舌家。SNS上での発言も全て熊本弁である。口癖は「どやんかなっぼ」（どうにかなるさ）。前述の通り非公認キャラクターであるため「勝手に」菊池市を応援するというスタンスをとっており、缶バッジや塗り絵などのグッズは全て自費制作である。くまモンにライバル心を抱いており、実際に「くまモンば倒す!」と各所で公言している。
熊本日日新聞の報道によれば、"中の人"は菊池市議でもある男性が1人で務めている。同市議が公金から出演料を受け取ったり、イベント出演のため成人式などを欠席したりしていることについて同僚市議からの批判的な声もある一方、市議会議長の柁原賢一は「市のPRに貢献してもらっており問題ではない」と好意的に受け取っているという。
2016年ゆるキャラグランプリでの成績は272位。
2020年以降はコロナ禍の影響もあり、活動が制限されているが、YouTubeやツイキャスなどのSNSを利用した動画音声配信、また、ライブハウスでのLIVEの開催や配信などの音楽活動も精力的に行っている。

## テーマソング
｢きくちくんのうた｣  (2016・7・1)
- 作詞・作曲 れーな (現・わたなべれーな)

1. きくちくんのうた
  - 歌／れーな
2. きくちくんのうた(きくちくんver.)
  - 歌／きくちくん
3. きくちくんのうた  (Instrumental)

- 菊池市出身の女性シンガーソングライター、わたなべれーなが作詞、作曲、歌唱を担当した。きくちくん主催のバースデーイベントなどで、歌唱を行った。
- 2022年現在、シングル盤は完売のため入手不可、であるが、2016年12月に発売された、熊本のゆるキャラのテーマソングを集めたコンピレーションCD、『熊本ゆるキャラテーマソング大全集』にれーなの歌唱バージョンのみ、収録されている。